# Mercedes Pascual
Mercedes Pascual   (Uruguai) és una ecologista teòrica uruguaiana i professora al Departament d'Ecologia i Evolució de la Universitat de Chicago, on dirigeix el laboratori de Modelització i Teoria en Ecologia i Epidemiologia (Modeling and Theory in Ecology and Epidemiology, MATE). Ha estat anteriorment Collegiate Professor de Rosemary Grant a la Universitat de Michigan i investigadora de l'Institut Mèdic Howard Hughes.
Mercedes Pascual ha desenvolupat models de sistemes per a l'estudi de cicles complicats i irregulars en els ecosistemes, mitjançant enfocaments matemàtics, estadístics i computacionals. Aplica aquests models a l'estudi de xarxes alimentàries, ecologia i epidemiologia, en particular l'evolució de malalties infeccioses.
Ha descobert relacions entre els patrons climàtics d'El Niño i l'aparició de brots de còlera a Bangladesh. Una de les pautes que relata és que els episodis d'El Niño s'estan convertint en un motor cada vegada més fort de brots de malaltia. El seu treball pot ser la primera evidència quantitativa que demostri que el canvi climàtic global pot afectar una malaltia infecciosa. Altres malalties que estudia són la malària i la grip. Els seus models poden ser utilitzats de manera predictiva en suport de la salut pública.

## Joventut i estudis
Mercedes Pascual va néixer a l'Uruguai i va créixer a l'Argentina i al Brasil. El seu pare era un enginyer químic. Mercedes va fer estudis de biologia marina i matemàtiques a la Universidade Santa Ursula|Universitat Santa Úrsula (USU, 1978–1979) i a la Pontifícia Universitat Catòlica de Rio de Janeiro (PUC, 1980). Va obtenir el títol de llicenciada en biologia per la Universitat de Ciències Exactes i Naturals de Buenos Aires, l'Argentina, el 1985. Va obtenir el M.Sc. en matemàtiques de la Universitat Estatal de Nou Mèxic a Las Cruces (Nou Mèxic, Estats Units d'Amèrica) el 1989.
Mercedes va obtenir el seu doctorat en oceanografia biològica per un programa conjunt del Massachusetts Institute of Technology (MIT) i Woods Hole Oceanographic Institution (WHOI), assistint entre 1989 i 1995. Va treballar amb Hal Caswell. La seva tesi va tractar alguns problemes no lineals en planificació ecològica. Va fer treballs postdoctorals a la Universitat de Princeton entre 1995 i 1997.

## Carrera
Paral·lelament a altres càrrecs, Mercedes va ocupar un professora adjunt a la Universitat de Maryland des de 1997 fins a 2000. Ella es va incorporar a la Universitat de Michigan com a professora ajudant al recentment creat departament d'Ecologia i Biologia Evolutiva el 2001. Va ser professora associada entre 2004-2008 i Collegiate Professor de Rosemary Grant de 2008-2014. A més, Mercedes va ser investigadora de l'Institut Mèdic Howard Hughes del 2008 al 2015. A partir del 2015, Mercedes va esdevenir professora del Departament d'Ecologia i Evolució de la Universitat de Chicago.

## Premis i honors
El 1996, Mercedes va rebre la beca postdoctoral distingida del Departament d'Energia dels Estats Units Alexander Hollaender per a estudiar a la Universitat de Princeton. Va rebre una Centennial fellowship de la Fundació James S. McDonnell el 1999. El 2002, la revista Discover va reconèixer Mercedes com una de les 50 dones més importants de la ciència. Mercedes va rebre el premi Robert H. MacArthur 2014 de la Societat Ecològica Americana.
Mercedes és membre de l'Associació americana per l'avanç de la ciència i va exercir el seu consell d'administració des del 2015-2019. El 2019 va ser elegida a l'Acadèmia Americana de les Arts i les Ciències.

## Publicacions
- Pascual, Mercedes; Dunne, Jennifer A. Ecological networks : linking structure to dynamics in food webs (en castellà).  Oxford University Press, 2006. ISBN 9780195188165.
- Pascual, Mercedes. «Scales that matter: untangling complexity in ecological systems». A: Carving our destiny : scientific research faces a new millennium (en anglès).  Washington, D.C.: J.H. Press, 2001. ISBN 9780309068482.